# Karl Bögelein
Karl Bögelein (Bamberg, 28 januari 1927 – 9 augustus 2016) was een Duits profvoetballer.

## Biografie
Bögelein werd in 1951 door VfB Stuttgart weggehaald bij zijn moederclub 1. FC 01 Bamberg. VfB Stuttgart was in 1950 Duits landskampioen geworden. Met Bögelein als eerste doelman werd de club opnieuw kampioen in 1952. In 1954 won hij met de club de DFB-Pokal. In zes seizoenen zou Bögelein 166 wedstrijden onder de lat staan. In 1957 verhuisde hij naar SSV Reutlingen 05, dat net gepromoveerd was uit de tweede divisie naar de Oberliga Süd, een van de vijf hoogste voetbalafdelingen in de Bondsrepubliek Duitsland. In 1963 stopte hij met voetballen.
Bögelein kwam eenmaal uit voor het Duitse voetbalelftal in een interland in 1951 tegen Turkije.
Hij overleed in 2016 op 89-jarige leeftijd.

## Statistieken
| Seizoen | Club              | Land      | Competitie   | Wedstrijden | Doelpunten |
| ------- | ----------------- | --------- | ------------ | ----------- | ---------- |
| 1951/57 | VfB Stuttgart     | Duitsland | Oberliga Süd | 166         | 0          |
| 1957/63 | SSV Reutlingen 05 | Duitsland | Oberliga Süd | 154         | 0          |
|         |                   |           | Totaal       | 320         | 0          |